# Plectobranchus evides
Plectobranchus evides és una espècie de peix de la família dels estiquèids i l'única del gènere Plectobranchus.

## Descripció
- Fa 13 cm de llargària màxima i és de color marró oliva fosc al dors i més clar al ventre. Té al voltant de 25 franges verticals (les quals són més primes que l'espai que hi ha entre elles) i 3 taques fosques no clarament definides.
- Aleta dorsal amb 55-57 espines, cap radi tou i amb franges fosques obliqües.
- Aleta anal amb 2 espines i 34-35 radis tous.
- Aleta caudal arrodonida i, de vegades, amb un punt fosc al marge interior dorsal.
- Les aletes anal, pectorals i caudal tenen franges fosques paral·leles.
- Absència de marques a les aletes pèlviques.[7][8][9]

## Hàbitat i distribució geogràfica
És un peix marí, demersal (entre 84 i 368 m de fondària) i de clima temperat (55°N- 32°N), el qual viu al Pacífic oriental: els fons de grava i sorra des del centre de la Colúmbia Britànica (el Canadà) fins a San Diego (el sud de Califòrnia, els Estats Units).

## Observacions
És inofensiu per als humans.